# Grosswangen
Grosswangen (toponimo tedesco) è un comune svizzero di 3 221 abitanti del Canton Lucerna, nel distretto di Sursee.

## Geografia fisica
Il territorio di Grosswangen si estende nella bassa valle della Rot.

## Monumenti e luoghi d'interesse
- Chiesa parrocchiale cattolica di San Corrado, attestata dal XIII secolo[3];
- Cappella cattolica di Sant'Antonio in località Stettenbach[3].

## Società

### Evoluzione demografica
L'evoluzione demografica è riportata nella seguente tabella:
Abitanti censiti

## Geografia antropica

### Frazioni
Le frazioni di Grosswangen sono;
- Innerdorf
- Oberdorf
- Roth
- Sigerswil
- Stettenbach

## Economia
L'economia locale si basa prevalentemente sul settore primario e sul pendolarismo in uscita verso Lucerna.